# Colondannes
Colondannes é uma comuna francesa na região administrativa da Nova Aquitânia, no departamento de Creuse. Estende-se por uma área de 10,70 km². Em 2010 a comuna tinha 281 habitantes (densidade: 26,3 hab./km²).